# Игл-Виллидж (Аляска)
Игл-Виллидж (англ. Eagle Village) — статистически обособленная местность в зоне переписи населения Саутист-Фэрбанкс, штат Аляска, США.

## География
Игл-Виллидж расположена примерно в 13 км к западу от канадской границы, на берегу реки Юкон, вблизи города Игл. Площадь статистически обособленной местности составляет 49,5 км².
Весной 2009 года деревня была почти полностью разрушена в результате сильных наводнений, причиной которых были ледяные заторы на реках.

## Население
По данным переписи 2000 года, население обособленной местности составляло 68 человек. Расовый состав: коренные американцы — 44,12 % и белые — 55,88 %. Коренное население деревни представлено преимущественно народом хан.
Из 32 домашних хозяйств в 25,0 % — воспитывали детей в возрасте до 18 лет, 25,0 % представляли собой совместно проживающие супружеские пары, в 12,5 % семей женщины проживали без мужей, 56,3 % не имели семьи. 43,8 % от общего числа семей на момент переписи жили самостоятельно, при этом 3,1 % составили одинокие пожилые люди в возрасте 65 лет и старше. В среднем домашнее хозяйство ведут 2,13 человек, а средний размер семьи — 3,00 человек.
Доля лиц в возрасте младше 18 лет — 25,0 %; лиц в возрасте от 18 до 24 лет — 5,9 %; от 25 до 44 лет — 39,7 %; от 45 до 64 лет — 25,0 % и лиц старше 65 лет — 4,4 %. Средний возраст населения — 39 лет. На каждые 100 женщин приходится 119,4 мужчин; на каждые 100 женщин в возрасте старше 18 лет — 142,9 мужчин.